# Culbuto
Cet article concerne le jouet traditionnel. Pour le navire, voir Poussah. Pour nom de famille et les autres objets dérivant du nom Ramponneau, voir Ramponneau (homonymie).

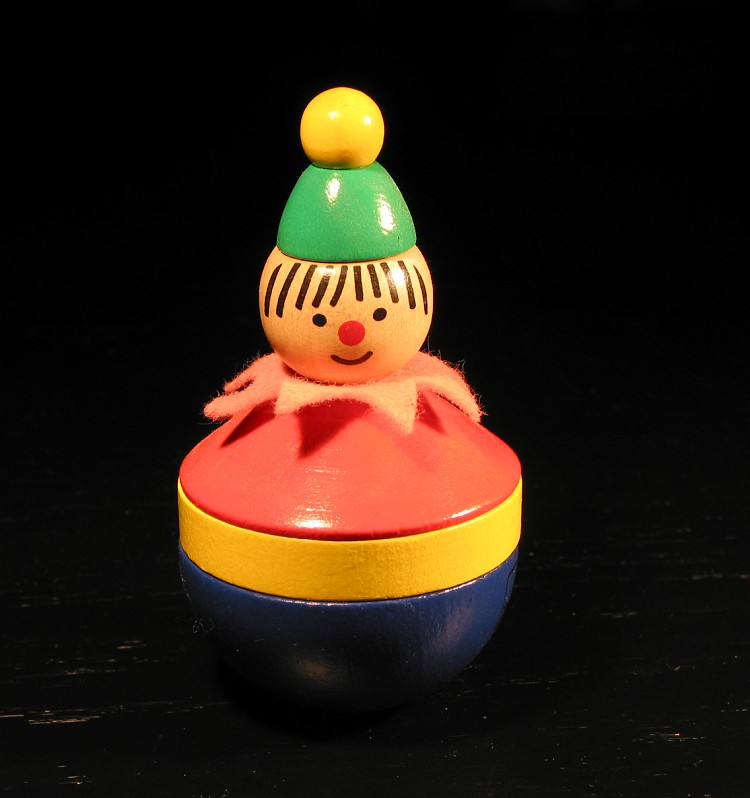
Un culbuto.

Un culbuto, rampon(n)eau ou poussa(h) est un type de jouet traditionnel pour enfants. Il s'agit d'un petit personnage dont la base arrondie est lestée de sorte que, même si le jouet est frappé ou renversé, il se redresse toujours et revient à la verticale en oscillant.

## Historique
Ce jouet est connu en Chine sous le nom de budaoweng (不倒翁 ; vieil homme ne tombant pas), depuis la dynastie Tang (début VIIe siècle jusqu'au début Xe siècle). Le modèle chinois a pu inspirer la conception au Japon des poupées traditionnelles en papier mâché connues sous le nom de okiagari-koboshi　起き上がり小法師, qui sont attestées au XIVe siècle.
Les exemplaires importés en Europe, représentant un personnage oriental corpulent, étaient appelés poussah. Le terme dérive du chinois 菩薩, prononcé púsà et signifiant « bodhisattva », appliqué ici à des statues bouddhistes.
Vers la fin du XVIIIe siècle à Paris, la célébrité du cabaretier Jean Ramponneau donne également son nom à ce type de jouet.
Selon Littré, il s'agissait d'un cylindre de moelle de sureau au bout duquel on a mis un peu de plomb, dont le poids fait relever le jouet quand on le culbute.
Sous une forme moderne, il s'agit d'un jouet de la forme et de la taille d'un œuf de poule, en matière plastique décorée, représentant un personnage.

## Mécanique
On remarque qu'un culbuto a de par sa forme plus large à sa "base" (partie en contact avec le sol) qu'à son "sommet" - une masse inégalement répartie par rapport à sa hauteur, masse concentrée principalement en sa base. La conséquence directe est que son centre de masse, et en l'occurrence son centre de gravité (on considère le champ de gravitation homogène) sont très bas, ce qui empêche le culbuto de se coucher même si l'angle qu'il forme avec la verticale est fort (selon le principe du moment en mécanique).
Cette propriété est également due à la forme sphérique et à la lisseur (faible coefficient de friction) de la base du culbuto qui permettent un balancement harmonieux.
| |  | |
| Cette figurine a un centre de masse bas (représenté par une cible) car elle est majoritairement creuse, avec un poids à sa base. |  | Lorsqu'on pousse la figurine, le centre de masse devient plus haut (il passe de la ligne verte à la ligne orange), et n'est plus à la verticale du point de contact avec le sol. |

## Culture populaire
- En tant que synonyme de « personne qui se relève toujours malgré les coups qui lui sont portés », le terme de culbuto est parfois appliqué à des personnalités politiques, comme dans le cas du titre de l'ouvrage de Marie-Ève Malouines et Carl Meeus, La Madone et le Culbuto, à propos de Ségolène Royal et François Hollande.
- En Italie, le grand journaliste du Corriere della sera, Indro Montanelli avait donné les surnoms de Missirizi et de A Rieccolo (deux noms qui désignent un Culbuto en Italien )[4] à l'insubmersible homme politique Démo-Chrétien Amintore Fanfani ( de 1945 au début des années 1990) qui fut au centre de toutes les combinaisons politiques du régime parlementaire de la péninsule (titulaire de nombreux ministères régaliens, cinq fois Président du conseil , sénateur à vie...etc)
- Un déguisement de culbuto apparait dans un des albums de bande dessinée d'André Franquin comme une des inventions de Gaston Lagaffe.
- Monsieur Culbuto est un personnage du dessin animé Oui-Oui.
- Monsieur Culbuto est un personnage de spectacle de rue de la Compagnie Dynamogène[5].
- Le Pokémon Qulbutoké est basé sur le culbuto.
- Haroun El Poussah, personnage de la série de bandes dessinées Iznogoud, tire son nom de ce jouet.
- Blaise Cendrars dans son roman Moravagine donne une description frappante de certains « petits bonshommes » à ce qu'il paraît connus par « tout le monde » et ressemblant fort au culbuto, sans toutefois mentionner aucun des noms acceptés du jouet[6].
- Weebl and Bob, dessin animé dont les deux personnages principaux sont des culbutos.